# Mizrahi (sionisme religieux)
Pour les articles homonymes, voir Mizrahi.
Le Mizrahi (hébreu : המזרחי, HaMizrahi, acronyme pour Merkaz Ruhani litt. centre religieux) est une organisation sioniste religieuse fondée en 1902 à Vilnius lors d'une conférence mondiale des sionistes religieux convoquée par le rabbin Yitzchak Yaacov Reines. Constituant l'une des branches du sionisme religieux et sa première incarnation historique, il défend l'idée d'un État juif largement basé sur le judaïsme (orthodoxe). Un mouvement de jeunesse, le Bnei-Akiva, fondé en 1929 est associé au Mizrahi. Ces deux mouvements ont une dimension internationale qu'ils ont conservée jusqu'à présent.

## Idéologie
Le Mizrahi professe que la Torah devrait être au centre du sionisme et considère le nationalisme juif comme un moyen d'atteindre des objectifs religieux. Issu du mouvement, le parti israélien Mizrahi fut le premier parti sioniste religieux officiel, fonda le ministère des affaires religieuses en Israël et soutint fortement les lois renforçant l'observance de la cacherout et du shabbat sur les lieux de travail. Il joua un rôle majeur dans la création de l'État d'Israël, construisit un réseau d'écoles religieuses persistant à ce jour et prit part aux élections législatives israéliennes de 1951.

## Histoire

### Origines

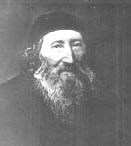
Le rav Kalischer

Pour la majorité des juifs orthodoxes du XIXe siècle, l’État juif de l’Antiquité avait été détruit par la volonté de Dieu et ne pouvait être recréé que par une action directe de Dieu, à savoir l’envoi de son messie. Cependant, un courant théologiquement différent monta dans les années 1840-1870, essentiellement par le biais de deux rabbins. Le premier, Yehuda Shlomo Alkalai (1798 - 1878), développa ses idées dans son ouvrage « Goral la-Adonai » (Beaucoup pour le seigneur), publié à Vienne, en 1857. Le second, Zvi Hirsch Kalischer (24 mars 1795 – 16 octobre 1874) publia un ouvrage en deux volumes « Sefer Emouna Yeshara » (Livre de la Foi Juste), dont les volumes sortirent en 1843 et 1871.
Deux aspects principaux transparaissent dans leurs œuvres :
- un aspect plutôt laïc, par la construction d'un État pour les Juifs persécutés afin d'améliorer leur sort. Ils sont donc en phase avec les réflexions d'autres intellectuels juifs de leur temps, comme Moses Hess. Le rav Kalischer, en particulier, avait proposé aux juifs de créer et d’adhérer à des associations visant à la colonisation de la Palestine ;
- un aspect plus religieux, en considérant que les droits civiques accordés aux Juifs dans certains pays, comme la France, annoncent le temps de la rédemption. Mais, devant aussi être une œuvre humaine, il devient une obligation pour les Juifs de se rassembler en Terre d'Israël.

Cette interprétation, qui met une part de la rédemption des Juifs entre des mains humaines, a provoqué de vives critiques chez la majorité des Juifs orthodoxes de l'époque.

### Fondation et évolution générale
Une première association Mizrahi fut créée au début des années 1890. Mais le mouvement en lui-même n'est fondé qu’en 1902 à Vilnius (alors en Russie impériale) à l'occasion d'une conférence mondiale des sionistes religieux convoquée par le rabbin Yitzchak Yaacov Reines. Ce dernier deviendra également le premier dirigeant du mouvement. La démarche d'alors est dominée par la volonté d'une collaboration étroite avec les autres branches du sionisme, y compris les marxistes du Poale Zion qui venait juste d'être fondé. Le mouvement Mizrahi fait d'ailleurs partie de l'Organisation sioniste mondiale, avec pour volonté de « rejudaïser » le sionisme (au sens religieux), mais aussi de participer au retour des juifs. Le mouvement a, à l’époque, un poids assez limité au sein du mouvement sioniste mondial : ce sont surtout les sionistes de gauche qui dominent en Palestine mandataire et les sionistes libéraux (sionistes généraux) qui dominent l’Organisation sioniste mondiale (jusqu’en 1931).
Globalement, le Mizrahi est resté allié aux organisations dominantes du sionisme depuis sa création. Après 1933, le contrôle mondiale (et palestinien) de l’Organisation sioniste mondiale passe aux travaillistes du Mapaï, toujours allié avec le mouvement Mizrahi.

## Le Mizrahi dans le monde

### En Israël
En Palestine mandataire, puis en Israël, le sionisme religieux, et plus particulièrement le mouvement Mizrahi, avait parmi ses figures le rabbi Abraham Isaac Kook qui devint grand-rabbin des Ashkénazes de Palestine mandataire en 1924 et qui essaya de concilier le sionisme avec le judaïsme orthodoxe.
Issu du mouvement tout en restant distinct de l'organisation, le syndicat Hapoel Hamizrahi, fondé en 1921, représentait les Juifs religieux au sein de l'Histadrout et essayait d'attirer les sionistes sociaux. Le syndicat opérait aussi comme un parti, le Mizrahi dans les premières années d'existence de l’État d'Israël, devenant ainsi le 4e parti aux élections législatives de 1951. Les deux formations fusionnèrent en 1956 pour donner naissance au Parti national religieux afin de défendre les droits des Juifs religieux en Israël, après avoir participé aux élections législatives de 1955 ensemble sous l'étiquette du Front national religieux. Le Parti national religieux participa sans discontinuer à tous les gouvernements israéliens jusqu'en 1992.

### En Pologne
Lors de l'entre-deux-guerres, le mouvement Mizrahi fut représenté comme parti dans les conseils de kehillot comme dans les conseils municipaux, ainsi qu'au Sejm et au Sénat polonais. par le grand-rabbin de Vilnius Yitzkak Rubinstein (1888-1945), sénateur du Mizrachi (1922-1930, 1938-1939) et député (1930-1935) et par le rabbin Simon Federbusch, membre du Sejm de 1922 à 1927.

### Aux États-Unis
Aux États-Unis, les idéaux et les travaux du mouvement Mizrahi sont portés par le mouvement des Religious Zionists of America (sionistes religieux d'Amérique, RZA), source importante pour l'idéologie et la conduite du judaïsme orthodoxe moderne, ses rabbins et ses membres. Comprenant le Bneï-Akiva américain et ayant une influence importante sur les synagogues et écoles de jour juives, le mouvement américain a servi de leveur de fonds et de lobbyiste pour son homologue israélien.
De nombreux dirigeants juifs et rabbins de l'université Yeshiva s'identifient activement et soutiennent le mouvement sous toutes ses formes.